# Æthelflæd
Æthelflæd (Oudengels: Æðelflæd, koninkrijk Wessex, rond 869/870 - Tamworth, 918) was de oudste dochter van koning Alfred de Grote van Wessex en zijn echtgenote Ealhswith. Bij Æthelflæds geboorte teisterden de Deense Vikingen het vasteland van West-Europa met hun plundertochten en hadden zij een groot deel van wat nu Engeland is in hun macht. Het Saksische Wessex en het naastgelegen Angelse koninkrijk Mercia bleven onder druk liggen van de oprukkende Vikingen. De Deense Vikingen hadden ten tijde van Æthelflæds leven een groot deel van Mercia bezet. Door het huwelijk met Æthelred, heerser (ealdorman) der Mercianen, belandde Æthelflæd in Mercia. Na de dood van haar man werd ze zelf heerseres der Mercianen (911-918). De Angelsaksische Kroniek geeft haar de titel van vrouwe (Lady) der Mercianen (Myrcna hlæfdige). Ze speelde door de bouw en verovering van burhs (burchten, versterkte steden) en het sluiten van een alliantie met haar jongere broer Eduard de Oudere van Wessex tegen de Deense Vikingen een belangrijke rol in de uitbouw van de Angelsaksische militaire macht. Na de dood van Æthelflæd kon haar broer Eduard Mercia en Wessex verenigen en werd Angelsaksisch koning en (in naam) zelfs koning van heel Engeland. Willem van Malmesbury schreef, toen hij het had over zij die Eduards inspanningen ter versterking van de Angelsaksische positie hadden ondersteund, het volgende:

Onder deze moge niet worden voorbijgegaan aan Æthelflæd, zuster van de koning en Æthelreds weduwe, (die van) niet gering belang (was) voor zijn partij, (zij was) de gunst(elinge) van de burgers, de vrees van vijanden, een vrouw met een onmatig groot hart, ...
— Willem van Malmesbury, Gesta Regum Anglorum II 125.

## Biografie

### Afkomst
Æthelflæd was de dochter van Alfred de Grote en Ealhswith. Ze was aan vaderskant afkomstig uit het Huis Wessex, ook bekend als het Huis van Cerdic (Oudengels: Cerdicingas). Deze koninklijke familie heerste van de 6e eeuw tot de eenmaking van de koninkrijken van Engeland in de 10e eeuw over een koninkrijk in Zuidwest-Engeland dat bekendstond als Wessex. Alfred de Grote en zijn opvolgers, die Engeland verenigden, maakten eveneens deel uit van deze dynastie, die in de hoofdstam zou blijven regeren tot de tijd van Alfreds nakomeling, Æthelred II de Onberadene. Onder diens regering in de 10e en 11e eeuw was het land een korte periode bezet door Denen, en na de dood van Æthelred II en zijn zoon Edmund II Ironside bleef het koningschap tot in 1042 in handen van de Deense koning Knoet de Grote en diens opvolgers. Het Huis Wessex kwam dan weer voor 24 jaar aan de macht. Na de afzetting in 1066 van de laatste telg, Edgar Ætheling, verdween de familie uit de annalen van de geschiedenis. Geen van deze latere heersers stamde echter af van Æthelflæd; haar dochter Ælfwynn bleef vermoedelijk kinderloos.
Van moederskant stamde Æthelflæd af van de Merciaanse adel en was ze waarschijnlijk ook verwant met het Merciaanse koningshuis. Dit wordt afgeleid uit een charter van Ealhswiths broer Æthelwulf waarin die de erfenis van koning Coenwulf van Mercia claimde.
|  |  |                                         |                                         |                                            |                                            |                                            |                                            |                                                     |                                                     |                                                       |                                                       |                                                       |                                                       |                                                       |                                                       |                                               |                                               |                   |                   |                                                        |                                                        |                                                        |                                                        |                                                        |                                                        |                                                 |                                                 |                         |                         |                         |                         |                                                   |                                                   |                                                   |                                                   |                                                   |                                                   |                        |                        |                        |                        |                 |                 |                             |                             |                             |                             |                             |                             |  |  |            |            |            |            |            |            |  |  |  |  |  |  |  |  |  |  |  |  |  |  |  |  |  |  |  |  |  |  |  |  |  |  |
|  |  |                                         |                                         |                                            |                                            |                                            |                                            |                                                     |                                                     |                                                       |                                                       |                                                       |                                                       |                                                       |                                                       |                                               |                                               |                   |                   |                                                        |                                                        |                                                        |                                                        |                                                        |                                                        |                                                 |                                                 |                         |                         |                         |                         |                                                   |                                                   |                                                   |                                                   |                                                   |                                                   |                        |                        |                        |                        |                 |                 |                             |                             |                             |                             |                             |                             |  |  |            |            |            |            |            |            |  |  |  |  |  |  |  |  |  |  |  |  |  |  |  |  |  |  |  |  |  |  |  |  |  |  |
|  |  | Ealhmund Koning van Kent c.750–784-785  | Ealhmund Koning van Kent c.750–784-785  | Ealhmund Koning van Kent c.750–784-785     | Ealhmund Koning van Kent c.750–784-785     | Ealhmund Koning van Kent c.750–784-785     | Ealhmund Koning van Kent c.750–784-785     |                                                     |                                                     |                                                       |                                                       |                                                       |                                                       |                                                       |                                                       |                                               |                                               |                   |                   |                                                        |                                                        | Coenwulf van Mercia Koning van Mercia ?-796-821        | Coenwulf van Mercia Koning van Mercia ?-796-821        | Coenwulf van Mercia Koning van Mercia ?-796-821        | Coenwulf van Mercia Koning van Mercia ?-796-821        | Coenwulf van Mercia Koning van Mercia ?-796-821 | Coenwulf van Mercia Koning van Mercia ?-796-821 |                         |                         |                         |                         | Ceolwulf I van Mercia Koning van Mercia ?-821-823 | Ceolwulf I van Mercia Koning van Mercia ?-821-823 | Ceolwulf I van Mercia Koning van Mercia ?-821-823 | Ceolwulf I van Mercia Koning van Mercia ?-821-823 | Ceolwulf I van Mercia Koning van Mercia ?-821-823 | Ceolwulf I van Mercia Koning van Mercia ?-821-823 |                        |                        | Onbekende vrouw        | Onbekende vrouw        | Onbekende vrouw | Onbekende vrouw | Onbekende vrouw             | Onbekende vrouw             |                             |                             |                             |                             |  |  |            |            |            |            |            |            |  |  |  |  |  |  |  |  |  |  |  |  |  |  |  |  |  |  |  |  |  |  |  |  |  |  |
|  |  | Ealhmund Koning van Kent c.750–784-785  | Ealhmund Koning van Kent c.750–784-785  | Ealhmund Koning van Kent c.750–784-785     | Ealhmund Koning van Kent c.750–784-785     | Ealhmund Koning van Kent c.750–784-785     | Ealhmund Koning van Kent c.750–784-785     |                                                     |                                                     |                                                       |                                                       |                                                       |                                                       |                                                       |                                                       |                                               |                                               |                   |                   |                                                        |                                                        | Coenwulf van Mercia Koning van Mercia ?-796-821        | Coenwulf van Mercia Koning van Mercia ?-796-821        | Coenwulf van Mercia Koning van Mercia ?-796-821        | Coenwulf van Mercia Koning van Mercia ?-796-821        | Coenwulf van Mercia Koning van Mercia ?-796-821 | Coenwulf van Mercia Koning van Mercia ?-796-821 |                         |                         |                         |                         | Ceolwulf I van Mercia Koning van Mercia ?-821-823 | Ceolwulf I van Mercia Koning van Mercia ?-821-823 | Ceolwulf I van Mercia Koning van Mercia ?-821-823 | Ceolwulf I van Mercia Koning van Mercia ?-821-823 | Ceolwulf I van Mercia Koning van Mercia ?-821-823 | Ceolwulf I van Mercia Koning van Mercia ?-821-823 |                        |                        | Onbekende vrouw        | Onbekende vrouw        | Onbekende vrouw | Onbekende vrouw | Onbekende vrouw             | Onbekende vrouw             |                             |                             |                             |                             |  |  |            |            |            |            |            |            |  |  |  |  |  |  |  |  |  |  |  |  |  |  |  |  |  |  |  |  |  |  |  |  |  |  |
|  |  |                                         |                                         |                                            |                                            |                                            |                                            |                                                     |                                                     |                                                       |                                                       |                                                       |                                                       |                                                       |                                                       |                                               |                                               |                   |                   |                                                        |                                                        |                                                        |                                                        |                                                        |                                                        |                                                 |                                                 |                         |                         |                         |                         |                                                   |                                                   |                                                   |                                                   |                                                   |                                                   |                        |                        |                        |                        |                 |                 |                             |                             |                             |                             |                             |                             |  |  |            |            |            |            |            |            |  |  |  |  |  |  |  |  |  |  |  |  |  |  |  |  |  |  |  |  |  |  |  |  |  |  |
|  |  | Egbert Koning van Wessex 775–802-839    | Egbert Koning van Wessex 775–802-839    | Egbert Koning van Wessex 775–802-839       | Egbert Koning van Wessex 775–802-839       | Egbert Koning van Wessex 775–802-839       | Egbert Koning van Wessex 775–802-839       |                                                     |                                                     |                                                       |                                                       |                                                       |                                                       |                                                       |                                                       |                                               |                                               |                   |                   |                                                        |                                                        |                                                        |                                                        |                                                        |                                                        |                                                 |                                                 | Wigmund van Mercia      | Wigmund van Mercia      | Wigmund van Mercia      | Wigmund van Mercia      | Wigmund van Mercia                                | Wigmund van Mercia                                |                                                   |                                                   | Ælfflæd                                           | Ælfflæd                                           | Ælfflæd                | Ælfflæd                | Ælfflæd                | Ælfflæd                |                 |                 |                             |                             |                             |                             |                             |                             |  |  |            |            |            |            |            |            |  |  |  |  |  |  |  |  |  |  |  |  |  |  |  |  |  |  |  |  |  |  |  |  |  |  |
|  |  | Egbert Koning van Wessex 775–802-839    | Egbert Koning van Wessex 775–802-839    | Egbert Koning van Wessex 775–802-839       | Egbert Koning van Wessex 775–802-839       | Egbert Koning van Wessex 775–802-839       | Egbert Koning van Wessex 775–802-839       |                                                     |                                                     |                                                       |                                                       |                                                       |                                                       |                                                       |                                                       |                                               |                                               |                   |                   |                                                        |                                                        |                                                        |                                                        |                                                        |                                                        |                                                 |                                                 | Wigmund van Mercia      | Wigmund van Mercia      | Wigmund van Mercia      | Wigmund van Mercia      | Wigmund van Mercia                                | Wigmund van Mercia                                |                                                   |                                                   | Ælfflæd                                           | Ælfflæd                                           | Ælfflæd                | Ælfflæd                | Ælfflæd                | Ælfflæd                |                 |                 |                             |                             |                             |                             |                             |                             |  |  |            |            |            |            |            |            |  |  |  |  |  |  |  |  |  |  |  |  |  |  |  |  |  |  |  |  |  |  |  |  |  |  |
|  |  |                                         |                                         |                                            |                                            |                                            |                                            |                                                     |                                                     |                                                       |                                                       |                                                       |                                                       |                                                       |                                                       |                                               |                                               |                   |                   |                                                        |                                                        |                                                        |                                                        |                                                        |                                                        |                                                 |                                                 |                         |                         |                         |                         |                                                   |                                                   |                                                   |                                                   |                                                   |                                                   |                        |                        |                        |                        |                 |                 |                             |                             |                             |                             |                             |                             |  |  |            |            |            |            |            |            |  |  |  |  |  |  |  |  |  |  |  |  |  |  |  |  |  |  |  |  |  |  |  |  |  |  |
|  |  |                                         |                                         |                                            |                                            |                                            |                                            |                                                     |                                                     |                                                       |                                                       |                                                       |                                                       |                                                       |                                                       |                                               |                                               |                   |                   |                                                        |                                                        |                                                        |                                                        |                                                        |                                                        |                                                 |                                                 |                         |                         |                         |                         |                                                   |                                                   |                                                   |                                                   |                                                   |                                                   |                        |                        |                        |                        |                 |                 |                             |                             |                             |                             |                             |                             |  |  |            |            |            |            |            |            |  |  |  |  |  |  |  |  |  |  |  |  |  |  |  |  |  |  |  |  |  |  |  |  |  |  |
|  |  | Æthelwulf Koning van Wessex 795–839-858 | Æthelwulf Koning van Wessex 795–839-858 | Æthelwulf Koning van Wessex 795–839-858    | Æthelwulf Koning van Wessex 795–839-858    | Æthelwulf Koning van Wessex 795–839-858    | Æthelwulf Koning van Wessex 795–839-858    |                                                     |                                                     | Osburh                                                | Osburh                                                | Osburh                                                | Osburh                                                | Osburh                                                | Osburh                                                |                                               |                                               | Æthelred Mucel    | Æthelred Mucel    | Æthelred Mucel                                         | Æthelred Mucel                                         | Æthelred Mucel                                         | Æthelred Mucel                                         |                                                        |                                                        | Eadburh                                         | Eadburh                                         | Eadburh                 | Eadburh                 | Eadburh                 | Eadburh                 |                                                   |                                                   |                                                   |                                                   | Wistan van Mercia                                 | Wistan van Mercia                                 | Wistan van Mercia      | Wistan van Mercia      | Wistan van Mercia      | Wistan van Mercia      |                 |                 |                             |                             |                             |                             |                             |                             |  |  |            |            |            |            |            |            |  |  |  |  |  |  |  |  |  |  |  |  |  |  |  |  |  |  |  |  |  |  |  |  |  |  |
|  |  | Æthelwulf Koning van Wessex 795–839-858 | Æthelwulf Koning van Wessex 795–839-858 | Æthelwulf Koning van Wessex 795–839-858    | Æthelwulf Koning van Wessex 795–839-858    | Æthelwulf Koning van Wessex 795–839-858    | Æthelwulf Koning van Wessex 795–839-858    |                                                     |                                                     | Osburh                                                | Osburh                                                | Osburh                                                | Osburh                                                | Osburh                                                | Osburh                                                |                                               |                                               | Æthelred Mucel    | Æthelred Mucel    | Æthelred Mucel                                         | Æthelred Mucel                                         | Æthelred Mucel                                         | Æthelred Mucel                                         |                                                        |                                                        | Eadburh                                         | Eadburh                                         | Eadburh                 | Eadburh                 | Eadburh                 | Eadburh                 |                                                   |                                                   |                                                   |                                                   | Wistan van Mercia                                 | Wistan van Mercia                                 | Wistan van Mercia      | Wistan van Mercia      | Wistan van Mercia      | Wistan van Mercia      |                 |                 |                             |                             |                             |                             |                             |                             |  |  |            |            |            |            |            |            |  |  |  |  |  |  |  |  |  |  |  |  |  |  |  |  |  |  |  |  |  |  |  |  |  |  |
|  |  |                                         |                                         |                                            |                                            |                                            |                                            |                                                     |                                                     |                                                       |                                                       |                                                       |                                                       |                                                       |                                                       |                                               |                                               |                   |                   |                                                        |                                                        |                                                        |                                                        |                                                        |                                                        |                                                 |                                                 |                         |                         |                         |                         |                                                   |                                                   |                                                   |                                                   |                                                   |                                                   |                        |                        |                        |                        |                 |                 |                             |                             |                             |                             |                             |                             |  |  |            |            |            |            |            |            |  |  |  |  |  |  |  |  |  |  |  |  |  |  |  |  |  |  |  |  |  |  |  |  |  |  |
|  |  |                                         |                                         |                                            |                                            |                                            |                                            |                                                     |                                                     |                                                       |                                                       |                                                       |                                                       |                                                       |                                                       |                                               |                                               |                   |                   |                                                        |                                                        |                                                        |                                                        |                                                        |                                                        |                                                 |                                                 |                         |                         |                         |                         |                                                   |                                                   |                                                   |                                                   |                                                   |                                                   |                        |                        |                        |                        |                 |                 |                             |                             |                             |                             |                             |                             |  |  |            |            |            |            |            |            |  |  |  |  |  |  |  |  |  |  |  |  |  |  |  |  |  |  |  |  |  |  |  |  |  |  |
|  |  | Broers en zus van Alfred                | Broers en zus van Alfred                | Broers en zus van Alfred                   | Broers en zus van Alfred                   | Broers en zus van Alfred                   | Broers en zus van Alfred                   |                                                     |                                                     | Alfred de Grote Koning van de Angelsaksen 849–871-899 | Alfred de Grote Koning van de Angelsaksen 849–871-899 | Alfred de Grote Koning van de Angelsaksen 849–871-899 | Alfred de Grote Koning van de Angelsaksen 849–871-899 | Alfred de Grote Koning van de Angelsaksen 849–871-899 | Alfred de Grote Koning van de Angelsaksen 849–871-899 |                                               |                                               | Ealhswith 852–905 | Ealhswith 852–905 | Ealhswith 852–905                                      | Ealhswith 852–905                                      | Ealhswith 852–905                                      | Ealhswith 852–905                                      |                                                        |                                                        | Æthelwulf                                       | Æthelwulf                                       | Æthelwulf               | Æthelwulf               | Æthelwulf               | Æthelwulf               |                                                   |                                                   |                                                   |                                                   |                                                   |                                                   |                        |                        |                        |                        |                 |                 |                             |                             |                             |                             |                             |                             |  |  |            |            |            |            |            |            |  |  |  |  |  |  |  |  |  |  |  |  |  |  |  |  |  |  |  |  |  |  |  |  |  |  |
|  |  | Broers en zus van Alfred                | Broers en zus van Alfred                | Broers en zus van Alfred                   | Broers en zus van Alfred                   | Broers en zus van Alfred                   | Broers en zus van Alfred                   |                                                     |                                                     | Alfred de Grote Koning van de Angelsaksen 849–871-899 | Alfred de Grote Koning van de Angelsaksen 849–871-899 | Alfred de Grote Koning van de Angelsaksen 849–871-899 | Alfred de Grote Koning van de Angelsaksen 849–871-899 | Alfred de Grote Koning van de Angelsaksen 849–871-899 | Alfred de Grote Koning van de Angelsaksen 849–871-899 |                                               |                                               | Ealhswith 852–905 | Ealhswith 852–905 | Ealhswith 852–905                                      | Ealhswith 852–905                                      | Ealhswith 852–905                                      | Ealhswith 852–905                                      |                                                        |                                                        | Æthelwulf                                       | Æthelwulf                                       | Æthelwulf               | Æthelwulf               | Æthelwulf               | Æthelwulf               |                                                   |                                                   |                                                   |                                                   |                                                   |                                                   |                        |                        |                        |                        |                 |                 |                             |                             |                             |                             |                             |                             |  |  |            |            |            |            |            |            |  |  |  |  |  |  |  |  |  |  |  |  |  |  |  |  |  |  |  |  |  |  |  |  |  |  |
|  |  |                                         |                                         |                                            |                                            |                                            |                                            |                                                     |                                                     |                                                       |                                                       |                                                       |                                                       |                                                       |                                                       |                                               |                                               |                   |                   |                                                        |                                                        |                                                        |                                                        |                                                        |                                                        |                                                 |                                                 |                         |                         |                         |                         |                                                   |                                                   |                                                   |                                                   |                                                   |                                                   |                        |                        |                        |                        |                 |                 |                             |                             |                             |                             |                             |                             |  |  |            |            |            |            |            |            |  |  |  |  |  |  |  |  |  |  |  |  |  |  |  |  |  |  |  |  |  |  |  |  |  |  |
|  |  |                                         |                                         |                                            |                                            |                                            |                                            |                                                     |                                                     |                                                       |                                                       |                                                       |                                                       |                                                       |                                                       |                                               |                                               |                   |                   |                                                        |                                                        |                                                        |                                                        |                                                        |                                                        |                                                 |                                                 |                         |                         |                         |                         |                                                   |                                                   |                                                   |                                                   |                                                   |                                                   |                        |                        |                        |                        |                 |                 |                             |                             |                             |                             |                             |                             |  |  |            |            |            |            |            |            |  |  |  |  |  |  |  |  |  |  |  |  |  |  |  |  |  |  |  |  |  |  |  |  |  |  |
|  |  |                                         |                                         | Æthelred Heer van de Mercianen ?–c.881-911 | Æthelred Heer van de Mercianen ?–c.881-911 | Æthelred Heer van de Mercianen ?–c.881-911 | Æthelred Heer van de Mercianen ?–c.881-911 | Æthelred Heer van de Mercianen ?–c.881-911          | Æthelred Heer van de Mercianen ?–c.881-911          |                                                       |                                                       | Æthelflæd Vrouwe van de Mercianen 869–911-918         | Æthelflæd Vrouwe van de Mercianen 869–911-918         | Æthelflæd Vrouwe van de Mercianen 869–911-918         | Æthelflæd Vrouwe van de Mercianen 869–911-918         | Æthelflæd Vrouwe van de Mercianen 869–911-918 | Æthelflæd Vrouwe van de Mercianen 869–911-918 |                   |                   | Eduard de Oudere Koning van de Angelsaksen 871–899-924 | Eduard de Oudere Koning van de Angelsaksen 871–899-924 | Eduard de Oudere Koning van de Angelsaksen 871–899-924 | Eduard de Oudere Koning van de Angelsaksen 871–899-924 | Eduard de Oudere Koning van de Angelsaksen 871–899-924 | Eduard de Oudere Koning van de Angelsaksen 871–899-924 |                                                 |                                                 | Æthelweard 875–922      | Æthelweard 875–922      | Æthelweard 875–922      | Æthelweard 875–922      | Æthelweard 875–922                                | Æthelweard 875–922                                |                                                   |                                                   | Ælfthryth 877–929                                 | Ælfthryth 877–929                                 | Ælfthryth 877–929      | Ælfthryth 877–929      | Ælfthryth 877–929      | Ælfthryth 877–929      |                 |                 | Boudewijn II van Vlaanderen | Boudewijn II van Vlaanderen | Boudewijn II van Vlaanderen | Boudewijn II van Vlaanderen | Boudewijn II van Vlaanderen | Boudewijn II van Vlaanderen |  |  |            |            |            |            |            |            |  |  |  |  |  |  |  |  |  |  |  |  |  |  |  |  |  |  |  |  |  |  |  |  |  |  |
|  |  |                                         |                                         | Æthelred Heer van de Mercianen ?–c.881-911 | Æthelred Heer van de Mercianen ?–c.881-911 | Æthelred Heer van de Mercianen ?–c.881-911 | Æthelred Heer van de Mercianen ?–c.881-911 | Æthelred Heer van de Mercianen ?–c.881-911          | Æthelred Heer van de Mercianen ?–c.881-911          |                                                       |                                                       | Æthelflæd Vrouwe van de Mercianen 869–911-918         | Æthelflæd Vrouwe van de Mercianen 869–911-918         | Æthelflæd Vrouwe van de Mercianen 869–911-918         | Æthelflæd Vrouwe van de Mercianen 869–911-918         | Æthelflæd Vrouwe van de Mercianen 869–911-918 | Æthelflæd Vrouwe van de Mercianen 869–911-918 |                   |                   | Eduard de Oudere Koning van de Angelsaksen 871–899-924 | Eduard de Oudere Koning van de Angelsaksen 871–899-924 | Eduard de Oudere Koning van de Angelsaksen 871–899-924 | Eduard de Oudere Koning van de Angelsaksen 871–899-924 | Eduard de Oudere Koning van de Angelsaksen 871–899-924 | Eduard de Oudere Koning van de Angelsaksen 871–899-924 |                                                 |                                                 | Æthelweard 875–922      | Æthelweard 875–922      | Æthelweard 875–922      | Æthelweard 875–922      | Æthelweard 875–922                                | Æthelweard 875–922                                |                                                   |                                                   | Ælfthryth 877–929                                 | Ælfthryth 877–929                                 | Ælfthryth 877–929      | Ælfthryth 877–929      | Ælfthryth 877–929      | Ælfthryth 877–929      |                 |                 | Boudewijn II van Vlaanderen | Boudewijn II van Vlaanderen | Boudewijn II van Vlaanderen | Boudewijn II van Vlaanderen | Boudewijn II van Vlaanderen | Boudewijn II van Vlaanderen |  |  |            |            |            |            |            |            |  |  |  |  |  |  |  |  |  |  |  |  |  |  |  |  |  |  |  |  |  |  |  |  |  |  |
|  |  |                                         |                                         |                                            |                                            |                                            |                                            |                                                     |                                                     |                                                       |                                                       |                                                       |                                                       |                                                       |                                                       |                                               |                                               |                   |                   |                                                        |                                                        |                                                        |                                                        |                                                        |                                                        |                                                 |                                                 |                         |                         |                         |                         |                                                   |                                                   |                                                   |                                                   |                                                   |                                                   |                        |                        |                        |                        |                 |                 |                             |                             |                             |                             |                             |                             |  |  |            |            |            |            |            |            |  |  |  |  |  |  |  |  |  |  |  |  |  |  |  |  |  |  |  |  |  |  |  |  |  |  |
|  |  |                                         |                                         |                                            |                                            |                                            |                                            |                                                     |                                                     |                                                       |                                                       |                                                       |                                                       |                                                       |                                                       |                                               |                                               |                   |                   |                                                        |                                                        |                                                        |                                                        |                                                        |                                                        |                                                 |                                                 |                         |                         |                         |                         |                                                   |                                                   |                                                   |                                                   |                                                   |                                                   |                        |                        |                        |                        |                 |                 |                             |                             |                             |                             |                             |                             |  |  |            |            |            |            |            |            |  |  |  |  |  |  |  |  |  |  |  |  |  |  |  |  |  |  |  |  |  |  |  |  |  |  |
|  |  |                                         |                                         |                                            |                                            |                                            |                                            | Ælfwynn Vrouwe van de Mercianen ca. 888-r. 918-g. ? | Ælfwynn Vrouwe van de Mercianen ca. 888-r. 918-g. ? | Ælfwynn Vrouwe van de Mercianen ca. 888-r. 918-g. ?   | Ælfwynn Vrouwe van de Mercianen ca. 888-r. 918-g. ?   | Ælfwynn Vrouwe van de Mercianen ca. 888-r. 918-g. ?   | Ælfwynn Vrouwe van de Mercianen ca. 888-r. 918-g. ?   |                                                       |                                                       |                                               |                                               |                   |                   | Koningen van Engeland                                  | Koningen van Engeland                                  | Koningen van Engeland                                  | Koningen van Engeland                                  | Koningen van Engeland                                  | Koningen van Engeland                                  |                                                 |                                                 | Arnulf I van Vlaanderen | Arnulf I van Vlaanderen | Arnulf I van Vlaanderen | Arnulf I van Vlaanderen | Arnulf I van Vlaanderen                           | Arnulf I van Vlaanderen                           |                                                   |                                                   | Adalolf I van Boulogne                            | Adalolf I van Boulogne                            | Adalolf I van Boulogne | Adalolf I van Boulogne | Adalolf I van Boulogne | Adalolf I van Boulogne |                 |                 | Ealswid                     | Ealswid                     | Ealswid                     | Ealswid                     | Ealswid                     | Ealswid                     |  |  | Ermentrude | Ermentrude | Ermentrude | Ermentrude | Ermentrude | Ermentrude |  |  |  |  |  |  |  |  |  |  |  |  |  |  |  |  |  |  |  |  |  |  |  |  |  |  |

### Jeugd en huwelijk
Æthelflæd was het eerste kind van Alfred en Ealhswith en de oudere zus van Eduard, Æthelgifu, Ælfthryth en Æthelweard.
Rond het jaar 890 was Æthelflæd reeds getrouwd met Æthelred, ealdorman der Mercianen. Het huwelijk zou een bezegeling geweest zijn van de alliantie tussen Æthelred en Alfred de Grote. Aan dit huwelijk ging een periode van enige politieke strubbelingen tussen Mercia en Wessex vooraf, die deels hun wortels hadden in de verovering van een deel van Mercia door de Vikingen.

Kaart van Engeland in 878, waarop Mercia, Wessex en de door Deense Vikingen veroverde gebieden te zien zijn.

Tijdens een onafgebroken campagne van herhaaldelijke aanvallen tussen 865 en 878 hadden de Deense Vikingen het merendeel van de Engelse koninkrijken, zoals Northumbria, Oost-Mercia en East Anglia, onder de voet gelopen. Ook het koninkrijk Wessex werd in zijn voortbestaan bedreigd. Alfred de Grote was er tegen 878 door zijn overwinning op de Denen in de Slag bij Ethandun echter in geslaagd een compromis met de Denen af te dwingen. Alfred moest zich erkentelijk tonen voor de ontvangen steun uit Mercia.
De positie van Æthelred toentertijd was hoger dan die van een gewone ealdorman (in Latijnse teksten wordt hiervoor de term dux (leider of hertog) of comes (graaf) gebruikt). Zo had hij enkele ealdormen die duidelijk aan hem onderschikt waren en noemt Æthelweard hem nog met betrekking tot de slag bij Buttington (893) "koning Æthelred der Mercianen", maar bij de vermelding van zijn overlijden (911) simpelweg "Æthelred der Mercianen". Volgens Asser, de Welshe biograaf van Alfred de Grote, zou Æthelred aanvankelijke enkele Welshe koningen in Alfreds armen hebben gedreven:

Ook Howel, zoon van Ris, koning van Glywyssing, en Brochmail en Fernmail, zonen van Mouric, koningen van Gwent, door het geweld en de tirannie van graaf (comitis) Æthelred en de Mercianen (hiertoe) gedreven, trachten uit eigen beweging dezelfde koning te bereiken, opdat ze van hem heerschappij en bescherming tegen hun vijanden mochten hebben.
— Asser, Vita Alfredi 80.

Æthelred lijkt zich rond 883 echter te hebben onderworpen aan Alfred de Grote, koning van Wessex, wat men afleidt uit het feit dat hij in een oorkonde uit 883, waarin hij een schenking doet aan de abdij van Berkeley, expliciet vermeldt dat hij dit met de instemming van Alfred deed. Vervolgens vermeldde hij regelmatig te handelen met Alfreds instemming, maar bleef hij ook oorkondes uitvaardigen zonder enige vermelding van Alfred, zoals bij een ontmoeting van de Merciaanse witan (vergadering van de ouderen) in Risborough in Buckinghamshire in 884, was erop wijst dat hij enige zelfstandigheid genoot en wat aantoont dat zijn heerschappij over Mercia zich redelijk ver zuidoostwaarts richting Londen uitstrekte.
Toen Alfred in 886 Londen op de Vikingen veroverde, plaatste hij dit onder het gezag van Æthelred. Het is dan ook gedacht dat het rond die tijd was dat het huwelijk tussen Æthelflæd en Æthelred plaatsvond ter bezegeling van de alliantie en om ervoor te zorgen dat de heerschappij van Wessex over Mercia niet op een verovering leek. De eerste vermelding van Æthelflæd als echtgenote van Æthelred dateert uit 887 en hierin treedt de negentienjarige Æthelflæd als getuige op bij een schenking door haar echtgenoot aan het bisdom Worcester.
Alfred gaf zijn nieuwe schoonzoon de titel van ealdorman der Mercianen. Op deze manier liet hij Mercia een zekere mate van autonomie. Aangezien het merendeel van West-Mercia nooit onder de controle van de Denen had gestaan en dus niet verzwakt was, was dit een verstandige zet. Opvallend is ook dat toen Alfred in 899 stierf, hij in zijn testament niet enkel aan zijn oudste dochter een landgoed in Wellow (mogelijk Wellow (Somerset)) en honderd pond na (hetzelfde bedrag als haar zussen en moeder) maar ook aan zijn schoonzoon Æthelred een zwaard ter waarde van honderd mancuses.
Verdere omzichtigheid voor de Merciaanse gevoelens bleef geboden nadat de twee koninkrijken uiteindelijk werden samengevoegd; de nieuwe naam van het koninkrijk werd niet Wessex of Groot-Wessex, maar Engeland. De term Angelsaksisch gaat dus terug tot koning Alfreds diplomatieke manier om Angelen (Mercia) en Saksen (Wessex) in één koninkrijk te integreren.

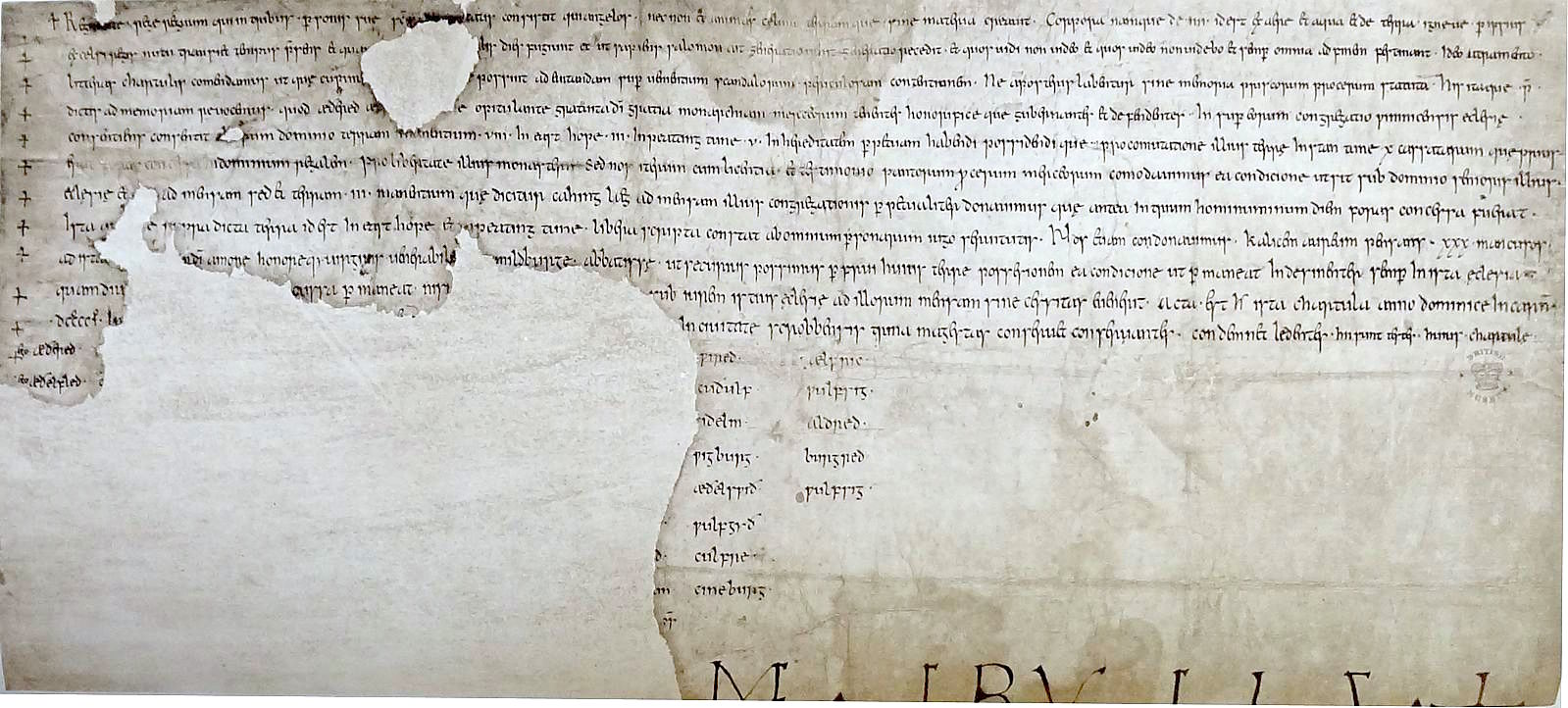
Anglo-Saxon Charters S 221: in deze in 901 gedateerde oorkonde van Æthelred en Æthelflæd schonken ze land en een gouden kelk aan de Much Wenlock-kerk. Dit is de enige oorspronkelijke oorkonde uit de regering van Eduard de Oudere.

Oorkondes tonen aan dat Merciaanse heersers een culturele heropleving steunden door vrijgevige schenkingen aan kloosters te doen. In 883 schonk Æthelred privileges aan de abdij van Berkeley en in de jaren 890 vaardigden hij en Æthelflæd een oorkonde uit ten voordele van de kerk van Worcester. Dit is de enige ons bekende oorkonde uitgevaardigd tijdens Alfreds leven waarin ze gezamenlijk optraden: Æthelred handelde meestal zelfstandig, gewoonlijk evenwel de instemming van Alfred erkennend. Æthelflæd trad echter op als getuige in oorkondes van Æthelred in 888, 889 en 896. In 901 schonken Æthelflæd en Æthelred land en een gouden kelk met een gewicht van dertig mancuses aan het schrijn van Sint Mildburg in de Much Wenlock-kerk.
In 909 werden het gebeente van Sint-Oswald van de abdij van Bardney (Beardanigge) overgebracht naar Gloucester in Mercia. Deze abdij bevond zich namelijk in Deense handen en vermoedelijk wou men deze voor Mercianen belangrijke heilige zijn gebeente niet prijsgeven aan de Vikingen. In 907 was ook reeds de stad Chester (Ligcester) versterkt en Æthelflæd liet de relieken van de heilige Merciaanse prinses Wærburgh overbrengen naar de kathedraal van Chester.

door de moeilijke ervaring van een eerste bevalling, of liever (gezegd) enige, levenslang zou terugdeinzen voor de omhelzing van (haar) man, publiekelijk verklarend niet te passen bij een koningsdochter dat zij zich zou verstrikken in een genot, dat na een tijd een dergelijke last zou opdringen.
— Willem van Malmesbury, Gesta Regum Anglorum II 125.

### Vrouwe der Mercianen (911-918)

De Midlands ten tijde van Æthelflæd. De data zijn die van de fortificatie of overgave (witte vlag) van de betrokken plaatsen.

Ook toen haar man Æthelred II nog in leven was, tekende Æthelflæd reeds overeenkomsten, wat sommigen doet vermoeden dat zij de werkelijke leider was. Na het overlijden van haar echtgenoot in 911, mogelijk aan verwondingen opgelopen in de slag bij Tettenhall (910), werd Æthelflæd verheven tot "vrouwe van de Mercianen". Ze was niet enkel in naam vrouwe (heerseres in feodale zin), want Æthelflæd bleek een krachtig militaire leider en goed tacticus te zijn. Volgens de Anglo-Saxon Chronicle regeerde zij ongeveer acht jaar. Dit feit geldt als bewijs dat, in tegenstelling tot wat gebruikelijk was bij andere Germaanse volkeren, het soevereine gezag onder de Angelsaksen op een vrouw kon overgaan. Een voorgangster van haar was Seaxburg van Wessex, die koningin van Wessex was geweest.
De gebeurtenissen tijdens haar bewind zijn het best vastgelegd in de Abingdon-versie van de Anglo-Saxon Chronicle (MS B-C), meer bepaald het zogenaamde Mercian Register (MR) daarin. Haar eerste regeringsdaden lijken voornamelijk uit het bouwen van burhs te hebben bestaan: in Bremesbyrig (910, plaats onbekend), Scergeate (912, plaats onbekend) en Bricge (912, Bridgnorth), Tamaweorðige (913, Tamworth) en Stæfforda (913, Stafford), Eadesbyrig (914, Eddisbury) en Wæringwicum (914, Warwick), Cyricbyrig (915, Chirbury), Weardbyrig (915, plaats onbekend) en Rumcofan (915, Runcorn).
Vervolgens zond zij militaire expedities uit, zoals die naar Wales in 916, gericht tegen het kleine Welshe koninkrijk Brycheiniog (Brecenanmere, Brecknock, dat mogelijk aan het meer van Llangorse in Zuid-Wales lag). De expeditie nam de plaatselijke koningin gevangen:

Drie dagen later zond Æthelflæd een fyrd naar Wales, brak Brecenanmere af, nam daar de koning zijn vrouw (en) ongeveer vierendertig (anderen) gevangen.
— Angelsaksische kroniek s.a. 916.

In 917 nam Æthelflæd het Deense bolwerk in Derby in, waarbij vier haar dierbare thegns het leven lieten:

Dat jaar verwierf Æthelflæd vrouwe der Mercianen, met Gods hulp, voor Lammas, de burh met alles wat daartoe behoorde, die Derby is geheten. Daar waren ook binnen de poorten haar vier thegns, die haar dierbaar waren, afgeslacht.
— Angelsaksische kroniek (MS B MR, C MR, D) s.a. 917.

Een dergelijke passage lijkt te wijzen op een succesvol militair aanvoerder met toegewijde krijgers die bereid waren voor die aanvoerder te sterven. Maar wat deze passage bijzonder maakt, is het feit dat deze aanvoerder een vrouw was.
Æthelflæd verbond zich met haar broer Eduard de Oudere tegen haar vijanden. Ze voedde zijn zoon Æthelstan aan haar hof op. Ze slaagde er samen met haar broer in de Denen gestaag tot aan de rivier de Humber terug te drijven. In 918 werd de burh in Leicester ingenomen, waarbij ook het merendeel van de daar rondlopende wachters zich als onderdanen aan haar onderwierpen, en ook het volk van York (Eoforwicyngas) beloofde haar zijn loyaliteit.
Minder dan twee weken voordat de stad York haar trouw zou zweren, stierf Æthelflæd echter in Tamworth. Zij werd begraven in de door haar opgerichte Sint-Pieterskerk, de latere priorij van Sint-Oswald, in Gloucester. Gloucester is een stad die ze op de Romeinse ruïnes opnieuw had opgebouwd, en waarvan ze de voornaamste lijnen van het stratenplan had opgesteld. Dit stratenplan is tot op de dag van vandaag bewaard gebleven.
Na haar dood gaf haar broer Eduard de Oudere munten uit met buitengewone ontwerpen op de keerzijde. Sommige onderzoekers stellen dat deze muntslagen bestemd waren voor circulatie in het deel van Mercia dat onder het bewind van Eduard en zijn zuster stond, waarbij het ontwerp van de munten mogelijk op de invloed van Æthelflæd wijst.

### Ælfwynn
Het gezag over Mercia ging na Æthelflæds dood over op haar nog jonge dochter Ælfwynn. Kroniekschrijvers hebben Ælfwynns recht op de troon zo precies opgetekend dat er geen twijfel bestaat over haar aanspraak hierop.
Ælfwynn werd echter gedwongen zich te onderwerpen aan haar oom (de broer van haar moeder), koning Eduard de Oudere van Wessex. Hierdoor werd de vereniging van de twee voorheen afzonderlijke koninkrijken van Wessex en Mercia definitief bevestigd, wat uiteindelijk zou uitmonden in een eengemaakt koninkrijk Engeland. Eduard scheen echter geen genoegen te nemen met Ælfwynns onderwerping. Ælfwynn werd in 919, drie weken voor Kerstmis, door haar oom Eduard – die met succes oorlog aan het voeren was tegen de Denen – gevankelijk naar Wessex weggevoerd. Vanaf dat moment verdwijnt ze uit de bronnen. Waarschijnlijk bracht ze de rest van haar leven in een nonnenklooster door. Bij intrede in een klooster moest zij haar aanspraak op de troon definitief opgeven.

### Gedenktekens

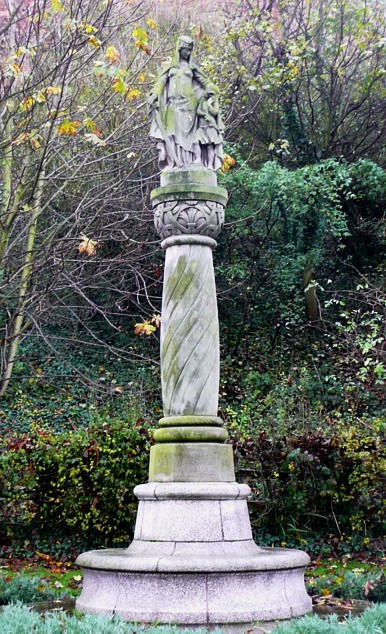
Standbeeld van Æthelflæd met haar neefje Æthelstan aan haar zijde, opgericht in 1913 ter herdenking van het duizendjarig bestaan van de fortificatie van de stad (Tamworth Castle).

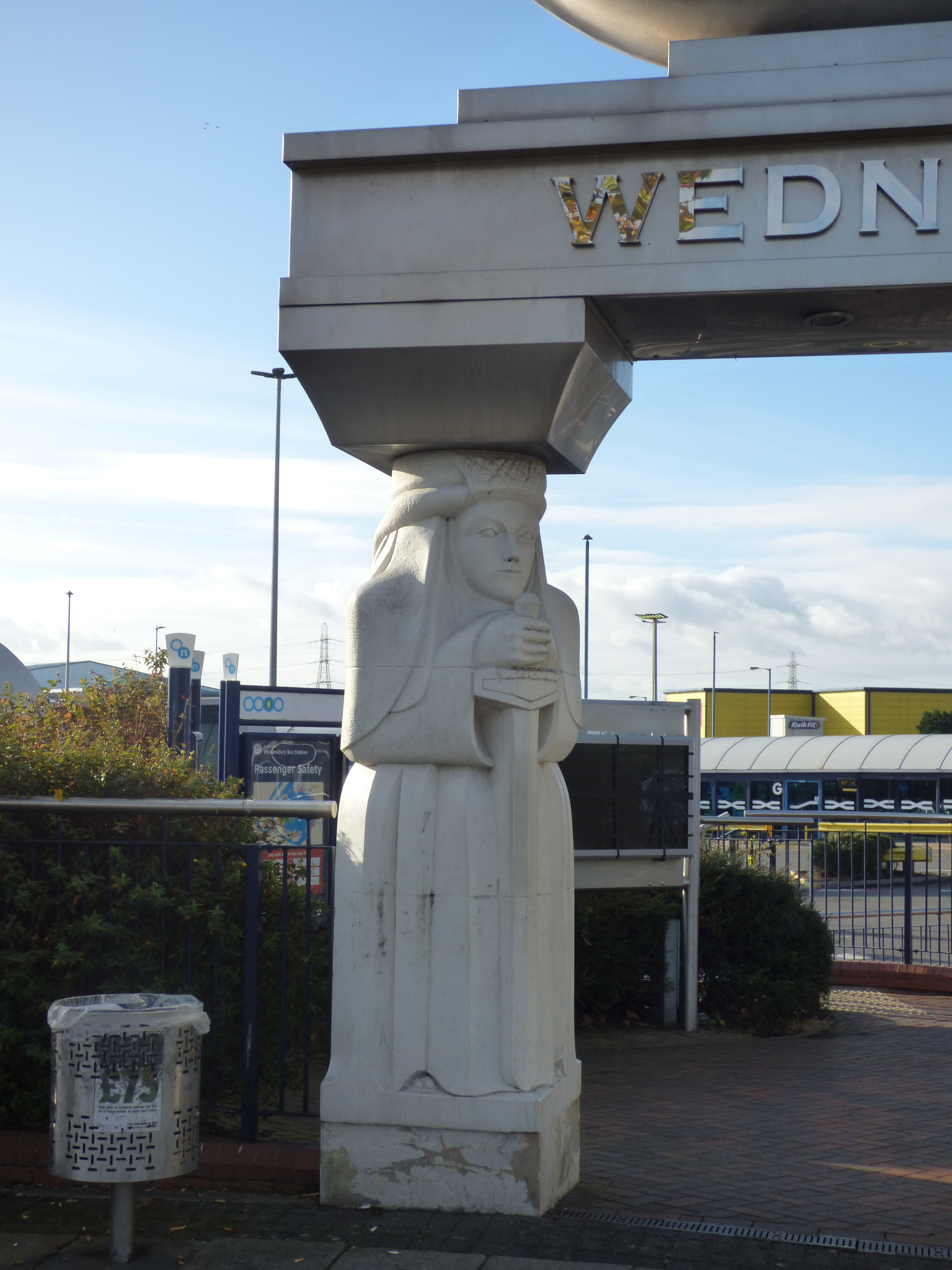
Æthelflæd als een van de twee kariatiden van de Caryatid Gateway in Wednesbury.